# Hesperoclytus bozanoi
Hesperoclytus bozanoi là một loài bọ cánh cứng trong họ Cerambycidae.